# Jean Tagault
Jean Tagault ou Jean Tagaut (en latin Joannes Tagaultius) (né vers 1499 à Vimy ou plus certainement à Cerisy-Buleux, - mort en avril 1545 à Paris) est un médecin et un chirurgien français.

## Biographie

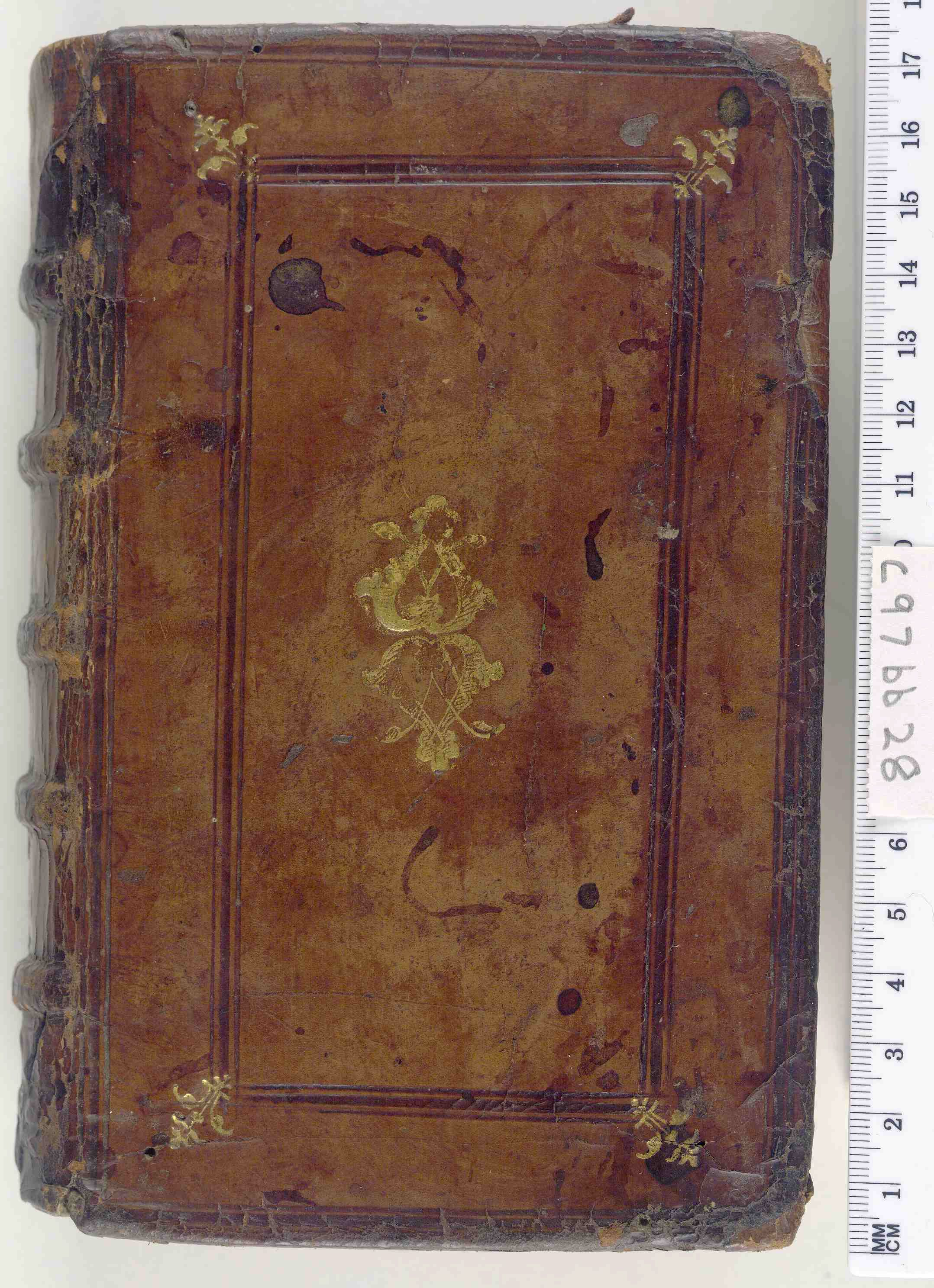
Les Institutions chirurgiques de Jean Tagault

Il fait ses études au Collège de Chanac Pompadour où il étudie la philosophie et la littérature avant de devenir lui-même professeur dans ce même collège. Puis il étudie la médecine à la Faculté de médecine de Paris où en 1524, il obtient le diplôme de médecin. Il épouse Jeanne Lourdel et a au moins un fils, homonyme, Jean Tagaut (ca.1515 - 1560), poète, ami de Ronsard. La famille habite rue de la Huchette. Déjà à cette époque, Tagault devait avoir choisi le camp de l'Église évangélique luthérienne, et plus tard il sera même consulté par Calvin malade (1544). Pour payer ses études et nourrir sa famille, il enseigne les mathématiques au Collège du Cardinal-Lemoine.
Le 18 novembre 1525, il est médecin-régent. En 1534, il devient doyen de la Faculté, poste qu'il occupe 4 années,.
A ce titre il s'oppose à Michel Servet venu à Paris étudier la médecine alors lecteur en mathématique au Collège des Lombards, où il donne des cours de géométrie et d'astrologie. Servet défend l'astrologie comme un art capable de devenir une science et donc de participer de la médecine contre les critiques de Tagault, « profondément hostile à ce qu'il considérait comme une superstition. » L'affaire est portée devant le Parlement de Paris, dont la sentence fut assez indulgente : Servet peut continuer à étudier la médecine s'il montre plus de respect pour ses professeurs. Tagault démissionne de son poste de doyen en 1538 et se consacre à la chirurgie.
Il devient le chef de file de l'école anatomique de la faculté où il commente les œuvres de Guy de Chauliac sur lesquelles il écrira Metaphrasis in guidonem de Caulacio peut-être dans l'espoir de se faire nommer lecteur royal en chirurgie par François Ier  mais le poste fut attribué en 1542 à Guido Guidi, médecin et chirurgien florentin.
Tagault complète alors son livre et publie en 1543, chez Chrétien Wechel, cinq tomes intitulés De chirurgica institutione libri quinque. Son collaborateur, Jacques Houllier en ajoute ensuite un sixième sur la matière chirurgicale. 
Tagault continue à se consacrer à la chirurgie. Il a notamment pour élève Benoît Textor qui deviendra le médecin de Calvin, Jacobus Sylvius avec qui il travaillera par la suite.
Peu avant sa mort, François Ier le nomme médecin de la Conciergerie mais il ne sera jamais Premier médecin du roi.
Avant de mourir, Tagault confie la traduction en français de son livre à Jean Bauhin, collaborateur de Guillaume Rouillé qui en assurera la publication dans le cadre de la francisation de la médecine amorcée par Jean Canappe.

## Œuvres
- Commentariorum Joannis Tagautii de purgantibus medicamentis simplicibus libri II (1537).
- Metaphrasis in guidonem de Caulacio (vers 1542).
- De chirurgica institutione libri quinque (1543) réédité en plusieurs langues.